# Смит, Конни
Ко́нни Смит (англ. Connie Smith, настоящее имя Constance June Meador; род. 14 августа 1941) — американская певица в стиле кантри, которая также была активна как актриса.

## Биография
Как пишет музыкальный сайт AllMusic, «за меньше чем год Конни Смит превратилась из домохозяйки из маленького городка в Огайо в звезду кантри, имеющую на своём счету хит номер один в кантри-чарте „Билборда“. Возможно, чересчур часто сравниваемая и отождествляемая с Пэтси Клайн, Смит тем не менее многими считается одной из лучших и самых недооцененнёных вокалистов в истории кантри. Её одинокое отчаяние шло прямо от сердца; также, с ней жестоко обращался отец, когда она была ребёнком, что привело Смит к нервному срыву, когда она была тинеджером.».
Прославилась Конни Смит с песней «Once a Day», написанной для неё кантри-звездой Биллом Андерсоном, который услышал Смит на певческом кантри-конкурсе в парке недалеко от Колумбуса в августе 1963 года и помог ей подписать контракт с RCA. Песня была издана как сингл в сентябре 1964 года и, поднявшись на первой место кантри-чарта «Билборда», провела на вершине 8 недель.
В 2012 году Конни Смит была включена в Зал славы кантри.

## Дискография
- См. статьи «Connie Smith albums discography» и «Connie Smith singles discography» в английском разделе.

## Премии, награды и номинации
- См. «Connie Smith § Awards, nominations, and honors» в английском разделе.